# Jonathan Jacquet
Jonathan Jacquet (Santa Fe, Argentina, 22 de septiembre de 1982), futbolista argentino. Juega de volante y su actual equipo es el Sportivo Patria de la Torneo Argentino B de Argentina. 

## Clubes
| Club                                             | País      | Año           |
| ------------------------------------------------ | --------- | ------------- |
| Club Gimnasia y Esgrima (Concepción del Uruguay) | Argentina | 2004-2008     |
| Coquimbo Unido                                   | Chile     | 2008-2009     |
| Deportes Copiapó                                 | Chile     | 2009          |
| Sportivo Patria                                  | Argentina | 2010-presente |